# Fritz Cremer
Fritz Cremer (Arnsberg, 1906. október 22. – Berlin, 1993. szeptember 1.) német szobrász és bélyegtervező. A második világháborúban is harcolt. Habár az NDK-ban többször felszólalt, modernizációt és szabadabb művészetet sürgetve, műveit nem cenzúrázták. Tagja volt a kommunista pártnak és a Demokratikus Szocializmus Pártjának is.